# MAORY
MAORY（Multi-conjugate Adaptive Optics RelaY），是一种新的自适应光学模組，應用於欧洲极大望远镜（E-ELT），其理论基础为多共轭自适应光学（MCAO）。 

## 作用及意义
MAORY旨在帮助弥补（提取分析）因地球的大气湍流扭曲的光线。设计MAORY用来配合影像照相机MICADO和另一个未来未知的仪器一起工作。因为 MICADO需要稳定的同时，也拥有3D分运动，穿过的广角（大视场）在近红外（从0.8-2.4μm波长）取得稳定和清晰的图像，这是为了使科学家对星星做出的位置，亮度的非常精确的测量。 自适应光学由MAORY提供和望远镜帮助它实现这一目标。

## 组成
MAORY将使用的至少两个可变形反射镜（包括在望远镜可变形反射镜）旨在纠正湍流高望远镜以上的不同层。它由六个钠激光导星，排列在天空中的圆圈配置测量光，从而获得一种动荡的三维映射。激光引导星从各地望远镜的主镜的圆周预期。该技术已成功的表现出对天空多共轭自适应光学演示（MAD）的甚大望远镜 。

## 联合研究建设单位
- 意大利：意大利国家Astrofisica（国家天体物理研究所）

- 法国：德研究所等Planétologie科特迪瓦德天体物理格勒诺布尔（IPAG）[需要解释]

- 欧洲南方天文台（ESO）